# Jim Sherwood
Jim „Motorhead“ Sherwood (eigentlich: Euclid James Sherwood; * 8. Mai 1942 in Arkansas City (Kansas); † 25. Dezember 2011) war ein US-amerikanischer Rock- und Fusion-Musiker (Sopran-, Tenor- und Baritonsaxophon, Tamburin, Gesang) in Frank Zappas Band Mothers of Invention.

## Biografie
Sherwood und Zappa lernten sich 1956 auf der Antelope Valley Highschool in Kalifornien kennen. Er wirkte dann in Zappas erster Band, der R&B-Gruppe The Black-Outs mit.  Sherwood und Zappa spielten dann in Ontario in der Rock ’n’ Roll/R&B-Gruppe The Omens. Sherwood spielte auch mit den Blackouts (1957–1962) und The Village Inn Band (1965). Nachdem sich Zappa von seiner ersten Frau scheiden ließ, lebten die beiden Musiker im Pal Recording Studio, das Zappa 1964 gekauft und in Studio Z umbenannt hatte. Sherwood war zunächst Roadie Equipment Manager der Mothers of Invention, außerdem steuerte er einige Soundeffekte (mit Stimme und Saxophon) zu deren ersten Album, Freak Out! (1966)  bei. Während des Engagements der Gruppe im New Yorker Garrick Theatre 1967 wurde er Vollmitglied der Gruppe und wirkte bei deren frühen Alben Burnt Weeny Sandwich und Weasels Ripped My Flesh mit. Den Spitznamen Motorhead bekam er von Bandsänger Ray Collins wegen seiner Vorliebe, an Autos, Trucks und Motorrädern zu schrauben: 
„He said 'it sounds like you've got a little motor in your head', so they just called me Motorhead and that seemed to stick“.
Nach Auflösung der Mothers durch Zappa 1969 spielte er in unregelmäßigen Abständen mit ihm, so 1981 auf dem Album You Are What You Is, Läther und dem letzten Album, das Zappa noch vor seinem Tod fertigstellen konnte, Civilization Phaze III. 1971 wirkte Sherwood auch bei dem Film 200 Motels als Larry Fanoga mit.  1973 spielt er auf dem Debüt-Album For Real! der Doo-Wop Gruppe Ruben and the Jets; er produzierte und arrangierte den Song If I Could Only Be Your Love Again. 
In seinen späteren Jahren wirkte Sherwood bei verschiedenen Projekten von Mothers-Alumni mit, wie The Grandmothers und mit Don Preston, Ant-Bee und Sandro Oliva.

## Diskografie

### Mit The Mothers of Invention
- Freak Out! (Verve, 1966)
- Absolutely Free (Verve, 1967)
- We’re Only in It for the Money (Verve, 1967)
- Cruising with Ruben & the Jets (Verve, 1968)
- Uncle Meat (Bizarre, 1969)
- Burnt Weeny Sandwich (Bizarre, 1970)
- Weasels Ripped My Flesh (Bizarre, 1970)
- Ahead of Their Time (Rykodisc, 1993)

### Mit Frank Zappa
- Lumpy Gravy (Verve, 1967)
- You Are What You Is (Barking Pumpkin, 1981)
- You Can't Do That on Stage Anymore, Vol. 1 (Rykodisc, 1988)
- You Can't Do That on Stage Anymore, Vol. 4 (Rykodisc, 1991)
- You Can't Do That on Stage Anymore, Vol. 5 (Rykodisc, 1992)
- Civilization Phaze III (Barking Pumpkin, 1994)
- Läther (Rykodisc, 1996)
- Mystery Disc (Rykodisc, 1998)
- The MOFO Project/Object (Zappa, 2006)

### Mit Ruben and the Jets
- For Real! (Mercury, 1973)

### Mit The Grandmothers
- Grandmothers (Line, 1981)
- Lookin' Up Granny's Dress (Rhino, 1982)
- A Mother of an Anthology (One Way, 1993)

### Mit Ant-Bee
- Snorks & Wheezes (K7, 1993)
- The @x!#*% of.... (K7, 1993)
- With My Favorite "Vegetables" and Other Bizarre Music (Divine, 1994)
- Lunar Musik (Divine Records, 1995)

### Mit Don Preston
- Vile Foamy Ectoplasm (Muffin, 1993)

### Mit Sandro Oliva
- Who the Fuck Is Sandro Oliva?!? (Muffin, 1995)

## Filmografie
- 200 Motels (1971)
- Video from Hell (1985)
- Uncle Meat (1987)
- The True Story of Frank Zappa's 200 Motels (1989)